# Filippenburg
Het kasteel Filippenburg of Flisburg stond in het Nederlandse dorp Haamstede, provincie Zeeland. Het voormalige kasteelterrein is onderdeel van het park van slot Haamstede.

## Geschiedenis
Over de oorsprong van de Filippenburg is niets bekend. De eerste vermelding dateert pas uit 1753: de Tegenwoordige Staat van Zeeland omschreef de Filippenburg toen als een oude, ronde toren die ooit omgracht zou zijn geweest. Het kasteel is vernoemd naar ene Philip, maar onduidelijk is wie die persoon was: binnen de familie Van Haamstede - in de middeleeuwen eigenaar van het nabijgelegen kasteel Haamstede - was niemand met die voornaam.
Begin 18e eeuw was Iman de Jonge, burgemeester van Zierikzee, de eigenaar van de Filippenburg. Hij gebruikte het als buitenplaats. Rond 1760 zou het kasteel zijn afgebroken, waarbij het puin diende als opvulling van de omringende gracht.
De enige mogelijke herinnering aan de Filippenburg is een uit kloostermoppen opgetrokken tuinmuur in de Weststraat. Het is niet duidelijk of de muur toebehoorde aan het kasteel of dat de muur is gebouwd met sloopmateriaal van het kasteel. De muur is onderdeel van een brouwerij en als zodanig een beschermd rijksmonument.
Aldegonde · Kasteel van Axel · Baarland · Baarsdorp · Barbestein · Biervliet · Bieweg · Blodenburg · Huis der Boede · Brijdorpe · Bruëlis · 't Burchtje · Burggravensteen · Buttinge · Coxijde · Crayenstein · Duinbeek · Duivelsberg · Ellewoutsdijk · Filippenburg · Geersdijk · Gistellis · Gravenhof · Slot Haamstede · Kasteel Hellenburg · Herkestein · Heuvelsweg · Hoge Huis · Ter Hooge · Hoogkamer · Kats · Kind van Trente · Kleverskerke · Kortgene · Kreke · Kruiningen · Laterdale · Lodijke · Maalstede (Hulst) · Maalstede (Kapelle) · Magdalon · Hof Ter Moere · Moermond · Te Mortiere · Muiden · Hof ter Nisse (Nisse) · Hof ter Nisse (Ossenisse) · Oostende · Oostende (Goes) · Oosterstein · Poelvoorde · Poortvliet · Popkensburg · De Pottere · Poucques · Pronkenburg · Ravenstein · Saeftingher Slot · Kasteel van Sint-Maartensdijk · Schengen · Sluis · Smallegange · Stavenisse · Tolhuis van Iersekeroord · Huus ter Tolne · Torenberg · Torenhoeve · Toren van Bourgondië · Troye · Valkenisse · Vinninghen · Vlissingen · Voorhoute · Waarde · Watervliet · Weldamme · Welland · Huis te Werf · Te Werve · Westenschouwen · Westhove · Westkerke · Windenburg · Zandenburg · Zwanenburg